# Ingalls Shipbuilding

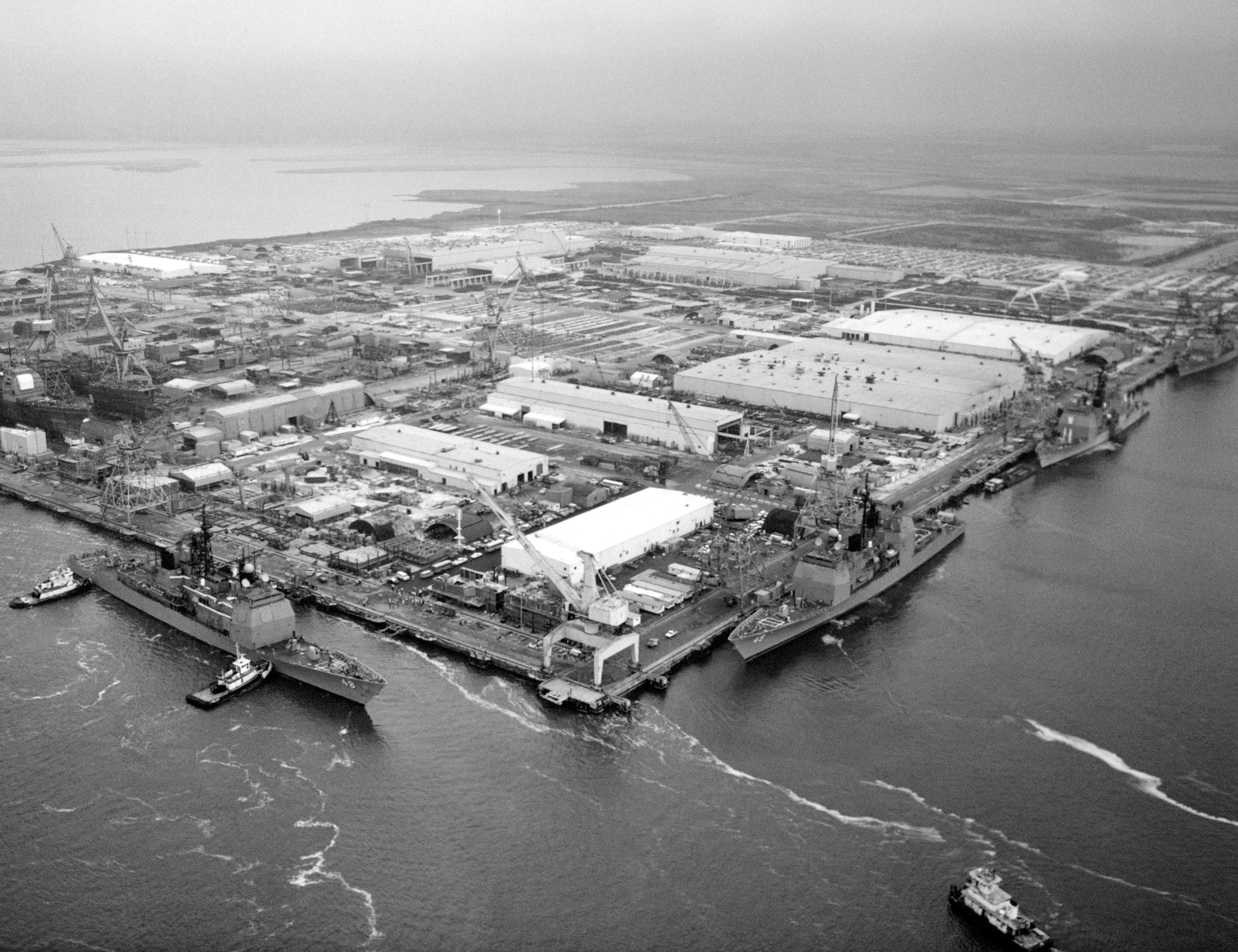
Vista aérea dos estaleiros da Ingalls Shipbuilding (1985).

Ingalls Shipbuilding é um estaleiro norte-americano especializado na construção de navios de guerra.

## Instalações
A primeira planta da empresa foi construída em Birmingham no estado de Alabama em 1910, por Robert Ingalls aonde eram produzidoas embarcações de pequeno porte.
Em 1936 a empresa a operação em seu novo estaleiro na cidade de Decatur também no Alabama e em 1938 foi criada em Pascagoula, Mississippi instalações industriais para construção de navios de grande porte. A empresa operou com o nome de Ingalls Shipbuilding Corporation até que foi adquirida por Litton Industries em 1961.
Desde 2001, o estaleiro faz parte do grupo empresarial Huntington Ingalls Industries. A Ingalls é líder em produção de navios de guerra Marinha dos Estados Unidos É a maior empresa privada do estado do Mississippi.